# Paróquia de Morehouse
A Paróquia de Morehouse é uma das 64 paróquias do estado americano da Luisiana. A sede da paróquia é Bastrop, e sua maior cidade é Bastrop.
A paróquia possui uma área de 2 085 km² (dos quais 28 km² estão cobertas por água), uma população de 31 021 habitantes, e uma densidade populacional de 15 hab/km² (segundo o censo nacional de 2000). 